# 銀河と牛
銀河と牛（ぎんがとうし）は、日本のお笑いコンビ。大川興業所属。

## メンバー
Jonny（ジョニー、旧芸名及び本名：今野 慶一〈こんの けいいち〉1978年10月30日（46歳） - ）
青森県弘前市出身、青森県立弘前実業高等学校卒業。身長165 cm、体重49 kg。血液型はA型。足の大きさ25.5 cm。
簿記2級、書道初段、ワープロ3級、珠算3級、普通自動車運転免許、フォークリフト運転技能免許の資格および免許を所持している。
アサヒ生ビール講習終了、ハワイ州観光局公認ハワイスペシャリスト検定中級、おはじきサッカー公認審判員資格認定。
趣味はTVゲーム、カードゲーム（遊戯王）、おはじきサッカー。特技は座禅体術。
小中高と連続してサッカー部所属であり、ポジションはFWだった。おはじきサッカーは週刊誌で見かけたのがきっかけで、サッカーをやっていたからかすんなり始められたという。
相方・牛越とは2002年に一度解散したことがあり、その後はコンビ「フノコンノ（後に「野ン野」へ改名）」を組み約5年活動して解散。牛越とコンビを再結成している。

牛越 秀人（うしこし ひでと、1982年4月10日（42歳） - ）
東京都文京区出身、東京都立志村高等学校卒業。身長171 cm、体重65 kg。血液型はA型。足の大きさ27 cm。
原動機付自転車運転免許、3級アマチュア無線技師免許を所持している。アマチュア無線技師の免許取得時に機器の購入も含めてかかった代金は大川総裁に出してもらっていた。
おはじきサッカー公認審判員資格認定。
趣味は手裏剣投げ、カラオケ（沢田研二）、おはじきサッカー。特技は文章校正（編集者として出版社に5年勤務）。
学生時代は野球をやっていて、チームで一番球拾いが上手かった。相方・Jonnyからおはじきサッカーについての話を聞いたことでサッカーにも触れていくようになった。
コンビ揃って唯一のおはじきサッカー芸人と自称している。横浜プロレスでは月に一度前説を行う。

## 芸風
おしりたんていを彷彿とさせる牛越のお尻を強調したコントが多い。
M-1グランプリへの出場経験があるように漫才も行う。

## 出演

### テレビ
- お願い!モーニング（テレビ朝日）
- 特捜警察ジャンポリス（テレビ東京）Jonnyのみ
- 足立ケーブルテレビ
- ウチのガヤがすみません!（日本テレビ）[6][7]
- ダウンタウンのガキの使いやあらへんで!「山-1グランプリ2020」（日本テレビ）[8]
- 有吉の壁（日本テレビ）[9]

### ラジオ
- 銀河と牛のラジオラジオラジオ!（エフエムひめ）
- サンドウィッチマンの天使のつくり笑い（NHKラジオ第1放送）
- マイナビ Laughter Night（TBSラジオ）[10]

### ネット
- ネタホール（ニコニコ生放送）
- タクトTV（Ustream）

### ゲーム
- 江戸もの（PS2ソフト）Jonnyのみ

### 舞台
- 都市伝説康芳夫〜モハメド・アリに魅せられた国際暗黒プロデューサー（2022年11月、シアターブラッツ）- オリバー 役（牛越）[11]

### 雑誌、新聞
- アサヒ芸能 牛越のみ
- 九州スポーツ 牛越のみ
- 日之出出版『ゴラク電子新聞』牛越のみ